# 帝乙

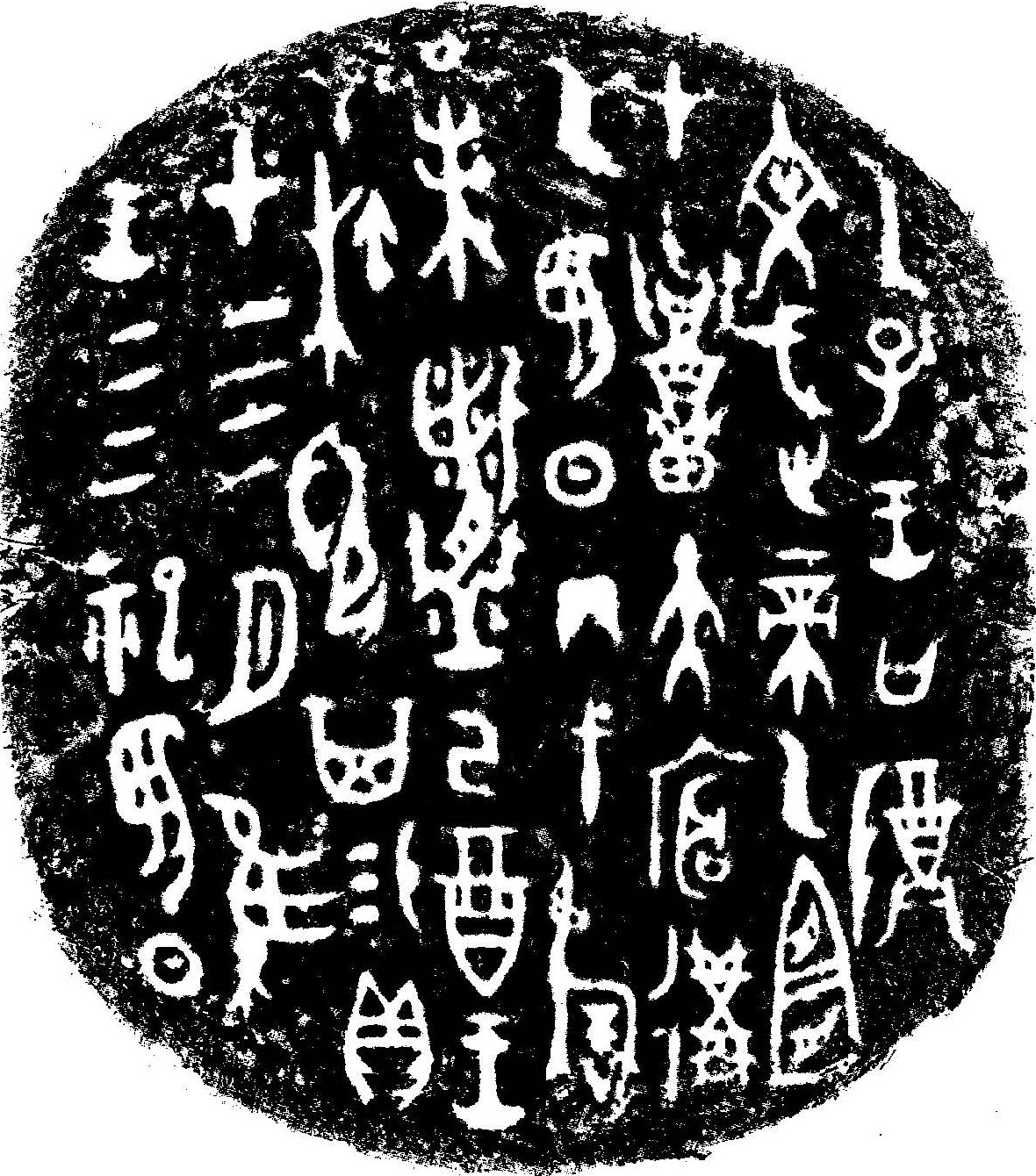
帝辛四年所作有關祭祀帝乙的「四祀其卣」銘文。文中，帝乙作「文武帝乙」。

帝乙（？—前1076年？），子姓，名羡，商朝晚期國王，末代商王帝辛（紂）之父。具體在位年代不詳，約在西元前11世紀之初。夏商周断代工程定為前1101年－前1076年。

## 生平
帝乙為帝文丁之子，文丁崩，帝乙即位，仍以殷為都城。《史記》稱此時商朝愈加衰落。帝乙二年，周人伐商。三年，周地地震。十年，征伐人方（東夷）。一說帝乙末年，商朝遷都朝歌（在今河南淇縣）。其在位具體年數尚無定論。帝乙崩，帝辛即位，即「商紂王」。

## 事蹟

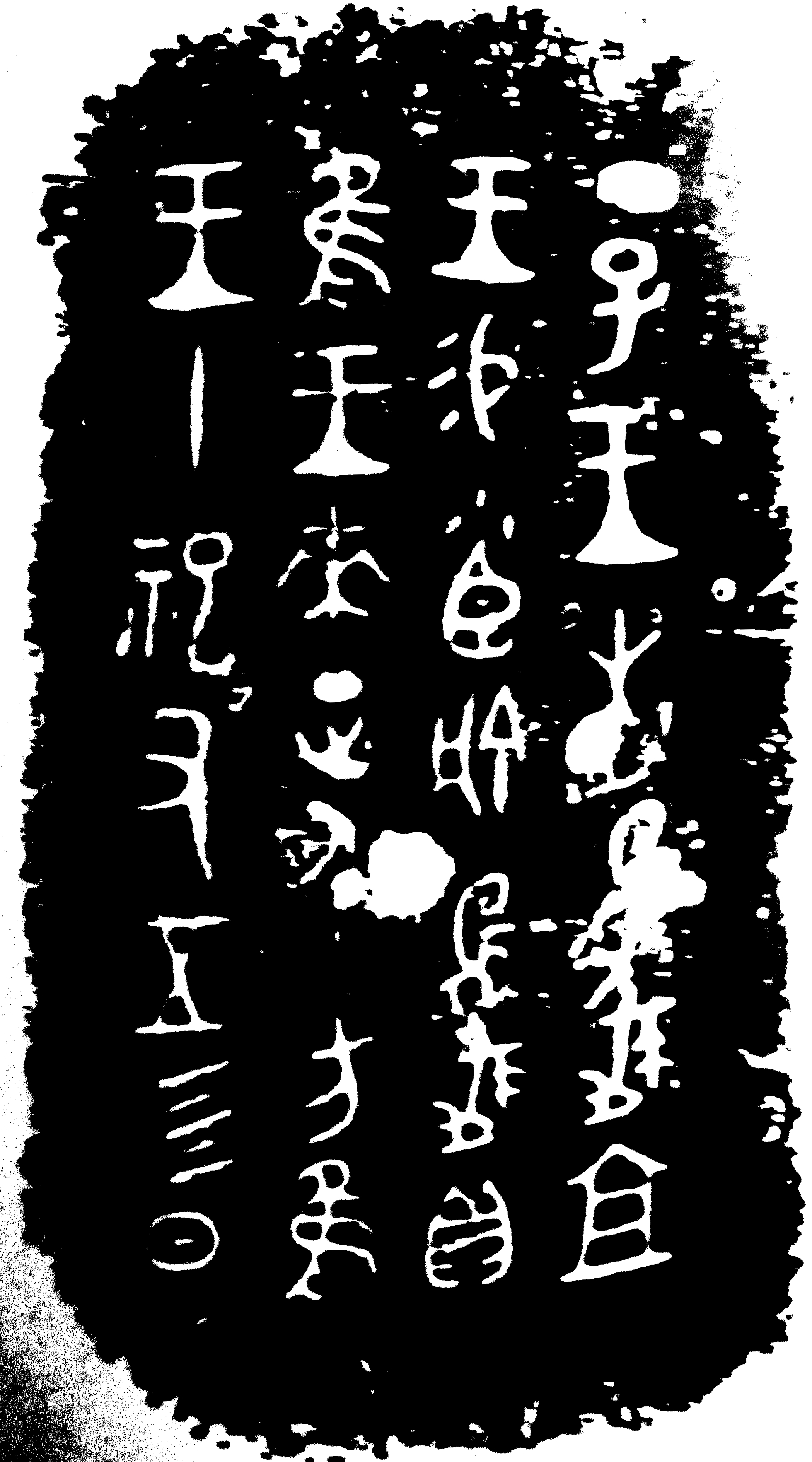
記載帝乙十年征伐人方之事的「小臣艅犀尊」銘文，原器出土於山東，現藏美国旧金山亚洲艺术博物馆。有铭文4行27字：「丁巳，王省夔京，王錫小臣艅夔貝，隹王来征人方。隹王十祀又五，肜日。」

### 帝乙歸妹
《易經》泰卦六五爻辭曰：「帝乙歸妹，以祉，元吉。」關於此爻辭，學者有不同理解。

#### 顧頡剛
現代史學家顧頡剛考證，這裡記載了不見於史籍的商周聯姻之事。商王文丁晚年，囚殺周族首領季歷，商周關係惡化。季歷之子西伯昌即位後，蓄聚兵力，打算為父報仇。《竹书纪年》记载“帝乙居殷，二年，周人伐商。”此時商王朝人方叛亂，為避免兩面受敵，帝乙決定將胞妹嫁給西伯昌，穩定雙方矛盾，希望能重修舊好。顧頡剛進而指出，《詩經·大明》中的「大邦有子，俔天之妹。文定厥祥，親迎于渭。造舟為梁，不顯其光。」即描寫此事。

### 征伐人方
人方是商代末期東方一個很強大的方國，周代文獻稱為「東夷」。商與人方的戰爭曠日持久，根據帝乙時期甲骨卜辭，其在位期間至少兩次征伐人方。帝辛即位後，繼續與人方進行長期戰爭，虽然最終取得勝利，但因此造成國內空虛，導致國家滅亡。

### 帝辛繼嗣
帝乙有三子，長子名「啟」（即微子啟），為庶出，故不能繼統，而立正室所出之幼子「辛」（即帝辛/紂）為嗣。《呂氏春秋》則記載啟與受德（即紂）為同母所生，唯微子啟出生時，其母尚為妾，而受德出生時，其母已為正妻。帝乙夫婦本欲立微子啟為嗣，但太史力爭，認為「有妻之子， 而不可置妾之子。」最終受德得以繼嗣。吕氏春秋此说存在争议，一说帝辛即为嫡长子，微子启、微仲行均为其庶出异母兄。

## 家庭

### 父
- 文丁，帝乙之父，商朝國王。[8]

### 后妃
《太平御覽》引《帝王世紀》稱，帝乙有二妃：正妃尚為妾時生微子启、微仲行（衍），立為后時生受（辛）；又有庶妃生箕子，但古籍對此多有齟齬。

### 諸子
帝乙有子微子啟、微仲衍及辛，一般無爭議。而箕子是否為帝乙之子，文獻說法不一。
- 微子啟，名啟，帝乙長子。宋國的開國君主，周公東征平定武庚與三監之亂就國於宋。[27]
- 微仲衍，名衍，一名泄，帝乙次子。微子啟卒，衍繼承宋公爵位。[28]孔子是其後人。
- 帝辛（紂王），名辛，一名受、受德，帝乙幼子。帝乙崩，由其繼承王位。
- 箕子，名胥余，庶妃所生[25][26]。一說為帝文丁子。《史記》稱箕子見紂王無道，殺比干，於是裝瘋，被廢為奴[29]。武王滅商後，封箕子於朝鮮。[30]

## 文學
- 《封神演義》第一回提及帝乙，稱其有三子，「壽王」（即紂）為幼子。一日，帝乙遊園，飞云阁有一梁坍塌，壽王托梁换柱，力大无比，因此被立為太子。帝乙在位三十年而崩，將壽王托孤給太師闻仲。[31]